# Ludger Gerdes

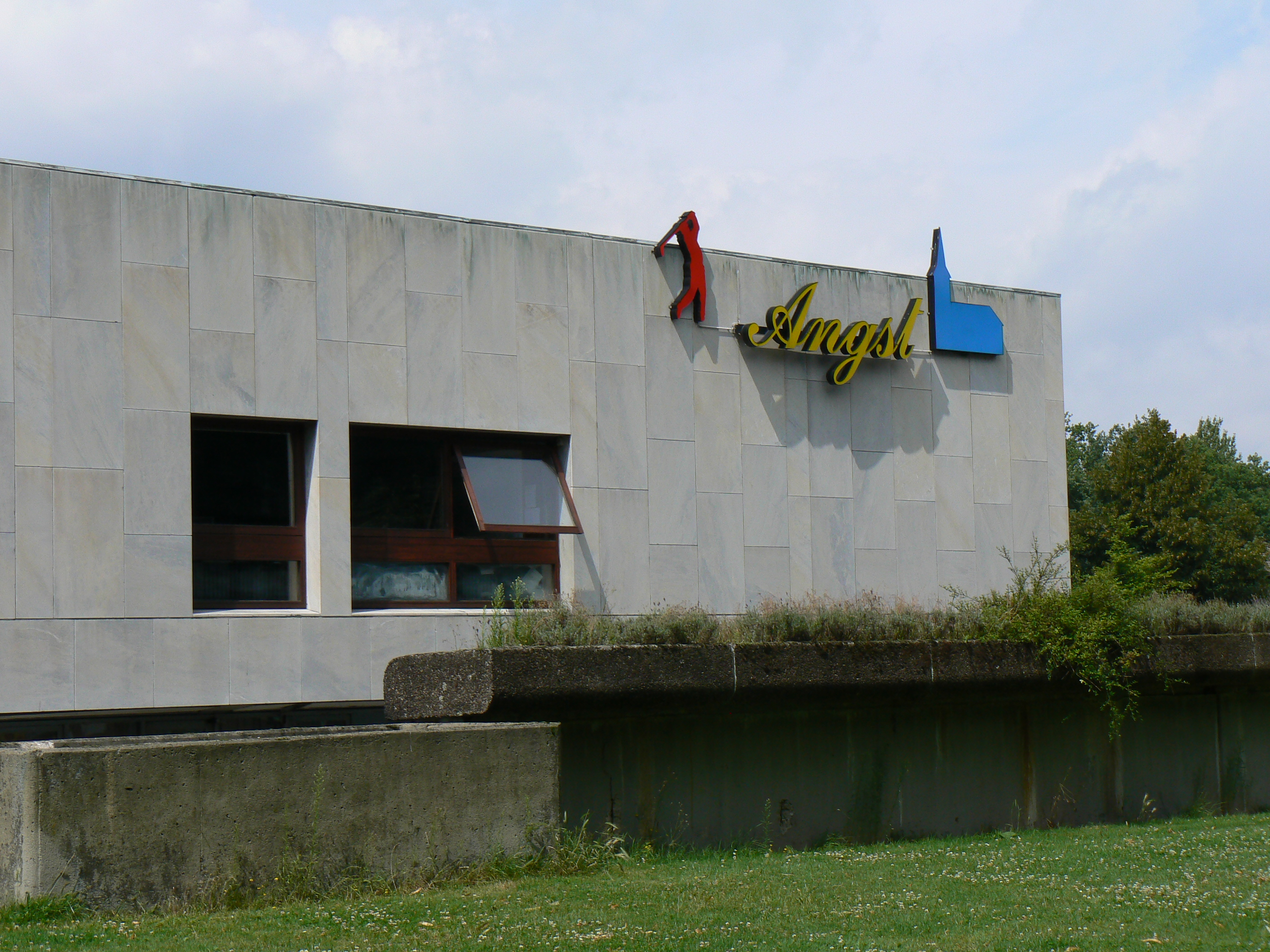
Ludger Gerdes, Angst, 1989, Rathaus, Marl

Ludger Gerdes (* 10. April 1954 in Lastrup; † 17. Oktober 2008 bei Dülmen) war ein deutscher Maler, Bildhauer und Multimedia-Künstler.

## Leben

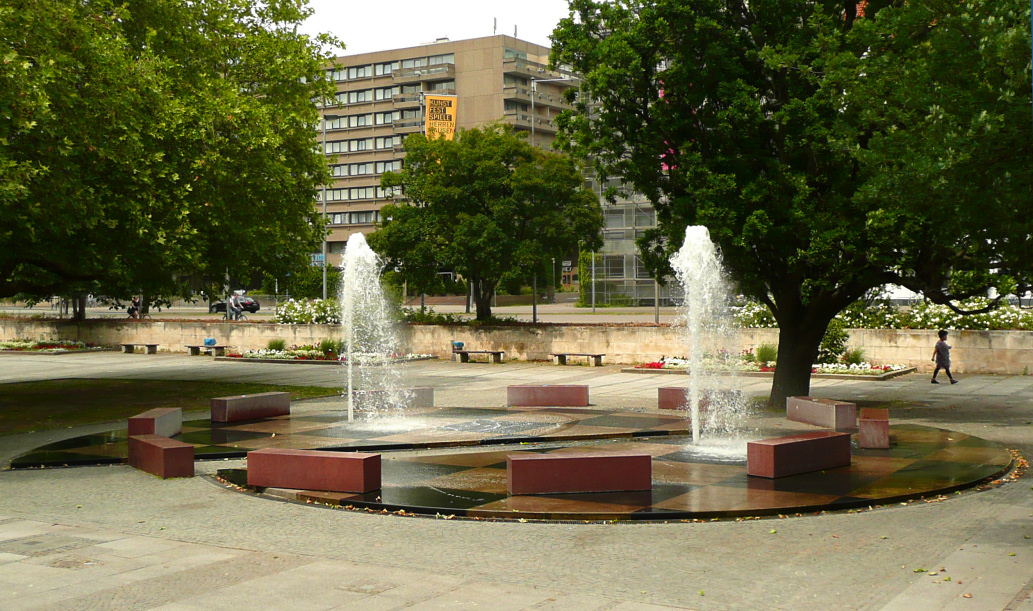
Klaus-Bahlsen-Brunnen in Hannover

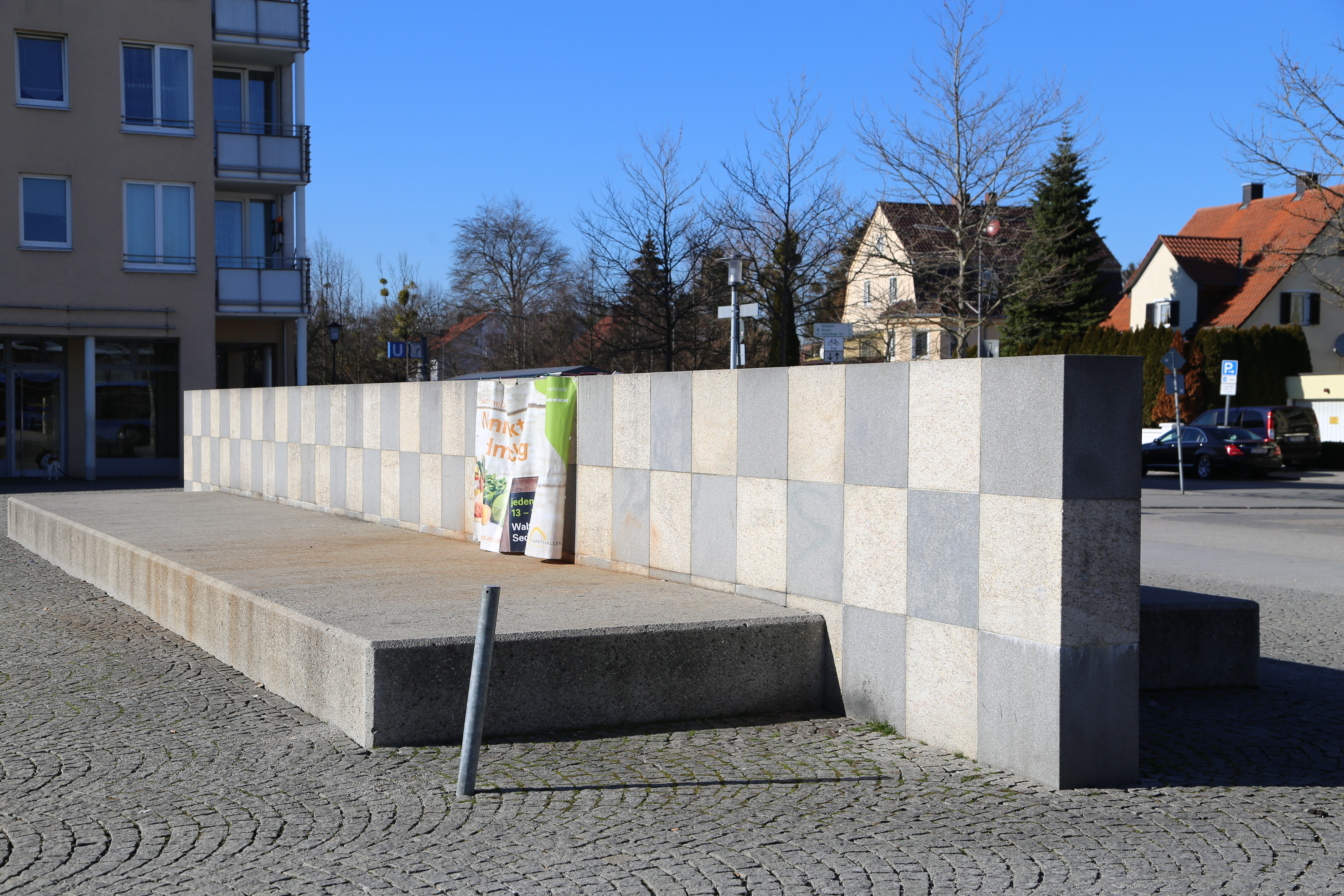
Walter-Sedlmayr-Platz in München

Nach dem Abitur am Gymnasium Antonianum in Vechta studierte Ludger Gerdes von 1975 bis 1982, zunächst an der Kunstakademie Münster bei Timm Ulrichs und Lothar Baumgarten und ab 1977 an der Kunstakademie Düsseldorf bei Gerhard Richter.
Mit seiner Kritik der Bindung moderner Kunst an das Museum und die temporäre Ausstellung trat Gerdes Anfang der 1980er Jahre in Ausstellungen und Aktionen hervor – unter anderem gemeinsam mit Thomas Schütte. Er plädierte für Kunstwerke als Mittel zur Gestaltung von öffentlichem Raum und als Medium öffentlicher Kommunikation. Vor allem der englische Landschaftsgarten war ihm dabei wichtiges historisches Vorbild. Er galt damals als der intellektuelle Kopf der Künstler-Gruppierung „Düsseldorfer Modellbauer“.
1982 war er bei der documenta 7 mit einem architektonisch inspirierten Triptychon in Kassel vertreten. Zu dieser Zeit entstand eine Folge von Maler-Bildern mit ausgeprägt allegorisch-erzählerischen Elementen und die Schwarze Serie, abstrakte Gemälde zwischen Monochromie und Schriftbild. Mit seinem Land-Art-Projekt Ein Schiff für Münster für die Schau Skulptur.Projekte wurde er 1987 einem größeren Publikum bekannt. 1986 erhielt er den ars-viva-Förderpreis des Kulturkreises der deutschen Wirtschaft im Bundesverband der Deutschen Industrie, 1994 den Sprengel-Preis für bildende Kunst, Hannover.
1990 bis 1992 lehrte er an der Städelschule in Frankfurt. Von 1998 bis 2004 war er Professor für Malerei und Multimedia an der Staatlichen Hochschule für Gestaltung Karlsruhe in Karlsruhe und seit 2005 Professor für Malerei an der Muthesius Kunsthochschule Kiel. Ludger Gerdes war Mitglied im Deutschen Künstlerbund. Neben seiner Professur lebte und arbeitete er in München und Düsseldorf.
Ludger Gerdes arbeitete zweigleisig in den Bereichen bildender Kunst und Philosophie: Seine großformatige Malerei verfolgte Fragen der Oberfläche und Bildrealität, seine Skulpturen gingen der Objekthaftigkeit von Dingen, ihrem Realitätsgrad sowie ihrer öffentlichen Funktion nach. Gerade mit dieser letztlich politischen Stellung der Kunst beschäftigte sich Gerdes nicht nur als bildender Künstler, sondern sehr wirksam auch als theoretischer Autor und Vortragender. Unter Kennern galt Gerdes als „stiller“, aber wichtiger Künstler seiner Generation, der mit seinen „visuellen Metaphern“ im öffentlichen Raum, etwa der Neonskulptur ICHS (1989) im Garten des Krefelder Museums Haus Esters eine philosophisch-ästhetische Reflexion der Existenz formulierte.
In den letzten Jahren widmete er sich verstärkt der öffentlichen Skulptur und der ästhetischen Auseinandersetzung mit dem öffentlichen Raum, dokumentierte etwa 1996 in einer Fotoserie 140 Platzgestaltungen in Deutschland. Eine neue Werkgruppe konzeptueller Diptychen kombinierte literarische und philosophische Texte mit Fotografie. In München entstand 2003 mit der Gestaltung des Walter-Sedlmayr-Platzes sein letztes großes öffentliches dreidimensionales Projekt.
Ludger Gerdes kam am 17. Oktober 2008 bei einem Autounfall ums Leben. Sein Nachlass wird vom Künstler:innenarchiv der Stiftung Kunstfonds in Pulheim (Abtei Brauweiler) betreut. Der schriftliche Nachlass des Künstlers befindet sich im Deutschen Kunstarchiv in Nürnberg.

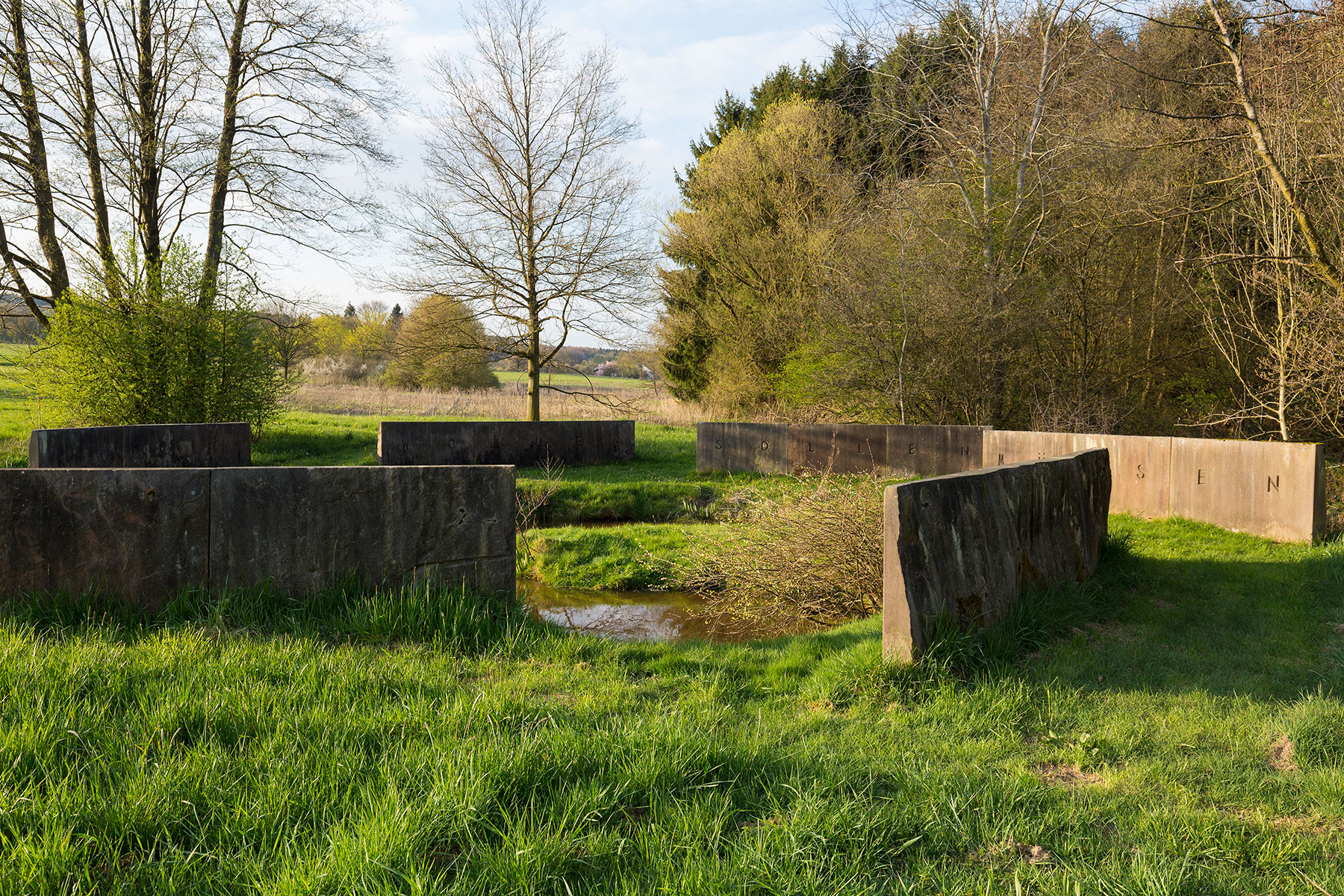
Ludger Gerdes, Stück im Tal, 1991, Sieben dreiteilige Elemente von 115 × 600 × 35–10 cm ordnen sich tangential um einen Kreis Ø 1880 cm, dessen Mittelpunkt in einem Teich liegt, Roter Sandstein. Standort: im Tal (Skulpturenpark) zwischen Hasselbach und Werkhausen.

## Werke (Auswahl)
- 1987: Schiff für Münster, Münster
- 1989: ICHS, Neon-Stück, Museum Haus Esters, Krefeld
- 1991: Stück im Tal, im Tal (Skulpturenpark) zwischen Hasselbach und Werkhausen[2]
- 1996: Klaus-Bahlsen-Brunnen vor dem Neuen Rathaus in Hannover[3]
- 1999: 25. Bundesgartenschau, dem heutigen Elbauenpark, Das was nie sein wird. Tatenlos zusehen.[4]
- 2000: Rond-point de la place Ernest Granier, Montpellier[5][6]